# Liste d'écrivains péruviens
Vous trouverez ci-dessous une liste des principaux écrivains, romanciers, poètes, essayistes ou chroniqueurs péruviens.
- Haut – A
- B
- C
- D
- E
- F
- G
- H
- I
- J
- K
- L
- M
- N
- O
- P
- Q
- R
- S
- T
- U
- V
- W
- X
- Y
- Z

## A
- Martín Adán (1908-1985), poète
- Daniel Alarcón (1977-), romancier
- Ciro Alegría (1909-1967), romancier indigéniste
- José María Arguedas (1911-1969), poète et romancier indigéniste

## B
- Micky Bane (1983-), poète, romancier
- Jaime Bayly (1965-), romancier contemporain
- Jorge Eduardo Benavides (1964-), écrivain
- Michael Bentine (1922-1996), comédien anglo-péruvien
- Alfredo Bryce Echenique (1939-), romancier

## C
- Mercedes Cabello de Carbonera (1845-1909), romancière et essayiste
- Carlos Castaneda (1925-1998), romancier anthropologue
- Gamaliel Churata (1897-1957), essayiste et journaliste socialiste
- Alonso Cueto (es) (1954-), romancier, La Passagère du vent (ISBN 978-2-0701-7761-5) (2015)

## E
- José María Eguren (1874-1942), poète
- Jorge Eduardo Eielson (1924-2006), poète et plasticien

## F
- Yeniva Fernández (1969-), écrivaine fantastique
- Carolina Freire de Jaimes (1844-1916), romancière

## G
- Jeremías Gamboa (1975-), journaliste et romancier
- Inca Garcilaso de la Vega (c.1539-1616), chroniqueur
- Felipe Guaman Poma de Ayala, chroniqueur indigène
- Manuel González Prada (1844-1918), essayiste réaliste et poète moderniste
- Gustavo Gutiérrez (1928-), philosophe et théologien
- Miguel Gutiérrez Correa (1940-2016), romancier
- Eduardo González Viaña (1941-), romancier

## H
- Javier Heraud (1942-1963), poète révolutionnaire
- Rodolfo Hinostroza (1941-2016), poète, écrivain, romancier et essayiste

## I
- Luis Jochamowitz (1953-), biographe et journaliste

## L
- Ana María Llona Málaga (1936-), poétesse
- Enrique López Albújar (es) (1872-1966), poète, romancier

## M
- José Carlos Mariátegui (1894-1930), essayiste et journalist socialiste
- Clorinda Matto de Turner (1853-1909), romancière indigéniste
- César Moro (1903-1956), poète surréaliste

## O
- Carlos Oquendo de Amat (1905-1936), poète

## P
- Karina Pacheco (1968), romancière, éditrice et anthropologue
- Angélica Palma (1878-1935), romancière, journaliste et biographe
- Clemente Palma (1872-1946), écrivain d'horreur et fantaisie
- Ricardo Palma (1833-1919), écrivain folkloriste
- Alfredo Pita (1948-), écrivain, poète, journaliste
- Enrique Prochazka (1960-), écrivain fantastique

## R
- Julio Ramón Ribeyro (1929-1994), nouvelliste
- Oswaldo Reynoso (1931-2016), romancier

## S
- Isabel Sabogal (1958-), romancière, poétesse et traductrice.
- Sebastián Salazar Bondy (1924-1964), poète et essayiste.
- José Santos Chocano (1875-1934), poète.
- Ricardo Silva Santisteban (1941-), poète, critique littéraire, traducteur et éditeur.
- Javier Sologuren (1921-2004), poète et essayiste.
- Hernando de Soto (1941-), économiste et essayiste.
- Patricia de Souza (1964-), romancière et essayiste.
- Manuel Scorza (1928-1983), poète, écrivain et militant politique.

## U
- Claudia Ulloa Donoso (1979), romancière

## V
- Abraham Valdelomar (1888-1919)
- César Vallejo (1892-1938), poète célèbre
- Blanca Varela (1926-2009), poète
- Mario Vargas Llosa (1936-), romancier et prix Nobel 2010

## W
- José Watanabe (1946-2007), poète
- María Wiesse (1894-1964), poétesse, biographe, essayiste et écrivaine